# امكريف (مودية)

تعديل مصدري - تعديل

امكريف هي إحدى قرى عزلة مودية بمديرية مودية التابعة لمحافظة أبين، بلغ تعداد سكانها 170 نسمة حسب تعداد اليمن لعام 2004.